# Defender Mountain
Defender Mountain är ett berg i Kanada.   Det ligger i provinsen British Columbia, i den södra delen av landet, 3 000 km väster om huvudstaden Ottawa. Toppen på Defender Mountain är 2 821 meter över havet, eller 294 meter över den omgivande terrängen. Bredden vid basen är 2,0 km.
Terrängen runt Defender Mountain är huvudsakligen bergig.Trakten runt Defender Mountain är nära nog obefolkad, med mindre än två invånare per kvadratkilometer.. Det finns inga samhällen i närheten. 
Trakten runt Defender Mountain består i huvudsak av gräsmarker.